# Major League Soccer 2016
La Major League Soccer 2016 è stata la ventunesima edizione del campionato di calcio nordamericano. Il torneo è iniziato il 6 marzo 2016 e si è concluso il successivo 10 dicembre.
La competizione è stata vinta dai Seattle Sounders, che in finale hanno sconfitto il Toronto FC ai calci di rigore.

## Formula
Le squadre sono divise in due conference, la “Western Conference” e la “Eastern Conference”, in base alla loro posizione geografica.
Lo svolgimento del torneo avviene in due fasi. La prima fase è la stagione regolare. Il campionato non si svolge con la formula dell'andata e ritorno ma ogni club incontra gli altri un numero variabile di volte: nel 2016 ogni squadra incontra una volta le squadre dell'altra conference, tre volte sei squadre della propria conference e due volte le restanti tre squadre della propria conference, fino ad arrivare a un totale di 34 partite, 17 in casa e 17 fuori. Vengono assegnati tre punti per ogni vittoria e un punto per ogni pareggio.
Invariati i criteri per accedere ai play-off per il titolo: le prime due squadre di ogni conference si qualificano direttamente, mentre le squadre dal terzo al sesto posto disputano uno spareggio in partita secca. Vengono poi disputati incontri di andata e ritorno nei quarti di finale e nelle semifinali, mentre la finale è in gara unica e si disputa sul campo della formazione meglio piazzatasi nel corso della stagione regolare.
Similmente alle altre grandi leghe americane di sport professionistici, non è prevista alcuna retrocessione né promozione.
Si qualificano alla CONCACAF Champions League la vincitrice della MLS Cup, la vincitrice del Supporters' Shield (cioè la squadra con più punti al termine della stagione regolare) e l'altra vincitrice di conference. A queste si aggiunge la vincitrice della coppa nazionale, la Lamar Hunt U.S. Open Cup. Se una squadra occupa più di una di queste posizioni si scorre la classifica della stagione regolare fino alla prima non qualificata. Stesso procedimento se una posizione utile è occupata da una squadra canadese, visto che queste ultime solitamente si qualificano alla Champions League tramite il Canadian Championship.

## Partecipanti
| Club                | Stagione | Città          | Stadio                                     | Stagione 2015                                       |
| ------------------- | -------- | -------------- | ------------------------------------------ | --------------------------------------------------- |
| Chicago Fire        | dettagli | Chicago        | Toyota Park (Bridgeview)                   | 10º nella Eastern Conference                        |
| Colorado Rapids     | dettagli | Denver         | Dick's Sporting Goods Park (Commerce City) | 10º nella Western Conference                        |
| Columbus Crew       | dettagli | Columbus       | Mapfre Stadium                             | 2º nella Eastern Conference                         |
| FC Dallas           | dettagli | Dallas         | Toyota Stadium (Frisco)                    | 1º nella Western Conference                         |
| D.C. United         | dettagli | Washington     | Robert F. Kennedy Memorial Stadium         | 4º nella Eastern Conference                         |
| Houston Dynamo      | dettagli | Houston        | BBVA Compass Stadium                       | 8º nella Western Conference                         |
| LA Galaxy           | dettagli | Los Angeles    | StubHub Center (Carson)                    | 5º nella Western Conference                         |
| Montréal Impact     | dettagli | Montréal       | Stade Saputo                               | 3º nella Eastern Conference                         |
| N.E. Revolution     | dettagli | Foxborough     | Gillette Stadium                           | 5º nella Eastern Conference                         |
| New York City       | dettagli | New York       | Yankee Stadium                             | 8º nella Eastern Conference                         |
| N.Y. Red Bulls      | dettagli | New York       | Red Bull Arena (Harrison, NJ)              | Vincitore del MLS Supporters' Shield                |
| Orlando City        | dettagli | Orlando        | Citrus Bowl                                | 7º nella Eastern Conference                         |
| Philadelphia Union  | dettagli | Filadelfia     | Talen Energy Stadium (Chester)             | 9º nella Eastern Conference                         |
| Portland Timbers    | dettagli | Portland       | Providence Park                            | 3º nella Western Conference Vincitore della MLS Cup |
| Real Salt Lake      | dettagli | Salt Lake City | Rio Tinto Stadium (Sandy)                  | 9º nella Western Conference                         |
| S.J. Earthquakes    | dettagli | San Jose       | Avaya Stadium                              | 7º nella Western Conference                         |
| Seattle Sounders    | dettagli | Seattle        | CenturyLink Field                          | 4º nella Western Conference                         |
| Sporting K.C.       | dettagli | Kansas City    | Children's Mercy Park                      | 6º nella Eastern Conference                         |
| Toronto FC          | dettagli | Toronto        | BMO Field                                  | 6º nella Eastern Conference                         |
| Vancouver Whitecaps | dettagli | Vancouver      | BC Place                                   | 2º nella Western Conference                         |

### Allenatori
| Club                | Allenatore                                                                                            |
| ------------------- | --- |
| Chicago Fire        | Veljko Paunović                                                                                       |
| Colorado Rapids     | Pablo Mastroeni                                                                                       |
| Columbus Crew       | Gregg Berhalter                                                                                       |
| D.C. United         | Ben Olsen                                                                                             |
| FC Dallas           | Óscar Pareja                                                                                          |
| Houston Dynamo      | Owen Coyle (fino al 25 maggio) Wade Barrett (dal 25 maggio)                                           |
| LA Galaxy           | Bruce Arena                                                                                           |
| Montréal Impact     | Mauro Biello                                                                                          |
| N.E. Revolution     | Jay Heaps                                                                                             |
| New York City       | Patrick Vieira                                                                                        |
| N.Y. Red Bulls      | Jesse Marsch                                                                                          |
| Orlando City        | Adrian Heath (fino al 6 luglio) Bobby Murphy (interim dal 6 al 19 luglio) Jason Kreis (dal 19 luglio) |
| Philadelphia Union  | Jim Curtin                                                                                            |
| Portland Timbers    | Caleb Porter                                                                                          |
| Real Salt Lake      | Jeff Cassar                                                                                           |
| S.J. Earthquakes    | Dominic Kinnear                                                                                       |
| Seattle Sounders    | Sigi Schmid (fino al 26 luglio) Brian Schmetzer (dal 26 luglio)                                       |
| Sporting K.C.       | Peter Vermes                                                                                          |
| Toronto FC          | Greg Vanney                                                                                           |
| Vancouver Whitecaps | Carl Robinson                                                                                         |

## Classifiche Regular Season

### Eastern Conference
|  | Pos. | Squadra            | Pt | G  | V  | N  | P  | GF | GS | DR  |
|  | ---- | ------------------ | -- | -- | -- | -- | -- | -- | -- | --- |
|  | 1.   | N.Y. Red Bulls     | 57 | 34 | 16 | 9  | 9  | 61 | 44 | +17 |
|  | 2.   | New York City      | 54 | 34 | 15 | 9  | 10 | 62 | 57 | +5  |
|  | 3.   | Toronto FC         | 53 | 34 | 14 | 11 | 9  | 51 | 39 | +12 |
|  | 4.   | D.C. United        | 46 | 34 | 11 | 13 | 10 | 53 | 47 | +6  |
|  | 5.   | Montréal Impact    | 45 | 34 | 11 | 12 | 11 | 49 | 53 | -4  |
|  | 6.   | Philadelphia Union | 42 | 34 | 11 | 9  | 14 | 52 | 55 | -3  |
|  | 7.   | N.E. Revolution    | 42 | 34 | 11 | 9  | 14 | 44 | 54 | -10 |
|  | 8.   | Orlando City       | 41 | 34 | 9  | 14 | 11 | 55 | 60 | -5  |
|  | 9.   | Columbus Crew      | 36 | 34 | 8  | 12 | 14 | 50 | 58 | -8  |
|  | 10.  | Chicago Fire       | 31 | 34 | 7  | 10 | 17 | 42 | 58 | -16 |

Legenda:

      Ammesse alle semifinali di Conference dei Play-off
      Ammesse al primo turno dei Play-off

### Western Conference
|  | Pos. | Squadra             | Pt | G  | V  | N  | P  | GF | GS | DR  |
|  | ---- | ------------------- | -- | -- | -- | -- | -- | -- | -- | --- |
|  | 1.   | FC Dallas           | 60 | 34 | 17 | 9  | 8  | 50 | 40 | +10 |
|  | 2.   | Colorado Rapids     | 58 | 34 | 15 | 13 | 6  | 39 | 32 | +7  |
|  | 3.   | LA Galaxy           | 52 | 34 | 12 | 16 | 6  | 54 | 39 | +15 |
|  | 4.   | Seattle Sounders    | 48 | 34 | 14 | 6  | 14 | 44 | 43 | +1  |
|  | 5.   | Sporting K.C.       | 47 | 34 | 13 | 8  | 13 | 42 | 41 | +1  |
|  | 6.   | Real Salt Lake      | 46 | 34 | 12 | 10 | 12 | 44 | 46 | -2  |
|  | 7.   | Portland Timbers    | 44 | 34 | 12 | 8  | 14 | 48 | 53 | -5  |
|  | 8.   | Vancouver Whitecaps | 39 | 34 | 10 | 9  | 15 | 45 | 52 | -7  |
|  | 9.   | S.J. Earthquakes    | 38 | 34 | 8  | 14 | 12 | 32 | 40 | -8  |
|  | 10.  | Houston Dynamo      | 34 | 34 | 7  | 13 | 14 | 39 | 45 | -6  |

Legenda:

      Ammesse alle semifinali di Conference dei Play-off
      Ammesse al primo turno dei Play-off

### Classifica generale
|  | Pos. | Squadra             | Pt | G  | V  | N  | P  | GF | GS | DR  |
|  | ---- | ------------------- | -- | -- | -- | -- | -- | -- | -- | --- |
|  | 1.   | FC Dallas           | 60 | 34 | 17 | 9  | 8  | 50 | 40 | +10 |
|  | 2.   | Colorado Rapids     | 58 | 34 | 15 | 13 | 6  | 39 | 32 | +7  |
|  | 3.   | N.Y. Red Bulls      | 57 | 34 | 16 | 9  | 9  | 61 | 44 | +17 |
|  | 4.   | New York City       | 54 | 34 | 15 | 9  | 10 | 62 | 57 | +5  |
|  | 5.   | Toronto FC          | 53 | 34 | 14 | 11 | 9  | 51 | 39 | +12 |
|  | 6.   | LA Galaxy           | 52 | 34 | 12 | 16 | 6  | 54 | 39 | +15 |
|  | 7.   | Seattle Sounders    | 48 | 34 | 14 | 6  | 14 | 44 | 43 | +1  |
|  | 8.   | Sporting K.C.       | 47 | 34 | 13 | 8  | 13 | 42 | 41 | +1  |
|  | 9.   | Real Salt Lake      | 46 | 34 | 12 | 10 | 12 | 44 | 46 | -2  |
|  | 10.  | D.C. United         | 46 | 34 | 11 | 13 | 10 | 53 | 47 | +6  |
|  | 11.  | Montréal Impact     | 45 | 34 | 11 | 12 | 11 | 49 | 53 | -4  |
|  | 12.  | Portland Timbers    | 44 | 34 | 12 | 8  | 14 | 48 | 53 | -5  |
|  | 13.  | Philadelphia Union  | 42 | 34 | 11 | 9  | 14 | 52 | 55 | -3  |
|  | 14.  | N.E. Revolution     | 42 | 34 | 11 | 9  | 14 | 44 | 54 | -10 |
|  | 15.  | Orlando City        | 41 | 34 | 9  | 14 | 11 | 55 | 60 | -5  |
|  | 16.  | Vancouver Whitecaps | 39 | 34 | 10 | 9  | 15 | 45 | 52 | -7  |
|  | 17.  | S.J. Earthquakes    | 38 | 34 | 8  | 14 | 12 | 32 | 40 | -8  |
|  | 18.  | Columbus Crew       | 36 | 34 | 8  | 12 | 14 | 50 | 58 | -8  |
|  | 19.  | Houston Dynamo      | 34 | 34 | 7  | 13 | 14 | 39 | 45 | -6  |
|  | 20.  | Chicago Fire        | 31 | 34 | 7  | 10 | 17 | 42 | 58 | -16 |

Legenda:

      Qualificate alla CONCACAF Champions League 2018:
- Seattle Sounders vincitori della MLS
- Dallas vincitore del Supporters' Shield e della U.S. Open Cup 2016
- N.Y. Red Bulls primi classificati in Eastern Conference
- Colorado Rapids meglio piazzata fra le non già qualificate

In caso di arrivo a pari punti:
1. Maggior numero di vittorie;
2. Differenza reti;
3. Gol fatti;
4. Minor numero di punti disciplinari nella  League Fair Play table (archiviato dall'url originale il 6 luglio 2020).;
5. Differenza reti in trasferta;
6. Gol fatti in trasferta;
7. Differenza reti in casa;
8. Gol fatti in casa;
9. Lancio della moneta (2 squadre) o estrazione a sorte (3 o più squadre).

## Risultati
Leggendo per riga si avranno i risultati casalinghi della squadra indicata in prima colonna, mentre leggendo per colonna si avranno i risultati in trasferta della squadra in prima riga.

### Eastern Conference
|                    | CHI | CLB | DCU | MTL | NER | NYC | NYR | ORL | PHI | TOR |  | CHI | CLB | DCU | MTL | NER | NYC | NYR | ORL | PHI | TOR |
| ------------------ | --- | --- | --- | --- | --- | --- | --- | --- | --- | --- |  | --- | --- | --- | --- | --- | --- | --- | --- | --- | --- |
| Chicago Fire       |     | 0-0 | 1-1 | 1-2 | 2-1 | 3-4 | 2-2 | 2-2 | 1-0 | 1-2 |  |     | 2-2 | 2-2 |     |     |     |     |     | 3-0 |     |
| Columbus Crew      | 3-0 |     | 1-1 | 4-4 | 2-0 | 3-2 | 1-1 | 2-2 | 1-2 | 1-1 |  |     |     |     | 0-0 |     | 3-3 |     |     | 1-2 |     |
| D.C. United        | 6-2 | 3-0 |     | 1-1 | 3-0 | 0-2 | 2-0 | 4-1 | 2-2 | 0-1 |  |     |     |     |     | 2-0 | 3-1 | 2-2 |     |     |     |
| Montréal Impact    | 0-3 | 2-0 | 1-1 |     | 1-3 | 1-3 | 3-0 | 1-4 | 1-1 | 0-2 |  |     |     |     |     | 3-2 |     |     |     | 5-1 | 2-2 |
| N.E. Revolution    | 2-0 | 3-1 | 0-0 | 3-0 |     | 0-1 | 1-0 | 2-2 | 0-4 | 1-1 |  | 1-0 | 0-2 |     |     |     | 3-1 |     |     |     |     |
| New York City      | 0-0 | 4-1 | 3-2 | 1-1 | 1-1 |     | 0-7 | 0-1 | 3-2 | 2-2 |  | 4-1 |     |     |     |     |     | 2-0 | 2-2 |     |     |
| N.Y. Red Bulls     | 1-0 | 3-2 | 2-2 | 3-1 | 1-0 | 4-1 |     | 3-2 | 3-2 | 0-2 |  |     |     |     | 1-0 |     |     |     | 2-0 |     | 3-0 |
| Orlando City       | 1-1 | 1-4 | 4-2 | 2-1 | 2-2 | 2-1 | 1-1 |     | 2-2 | 3-2 |  |     |     |     | 0-1 | 3-1 |     |     |     |     | 1-2 |
| Philadelphia Union | 4-3 | 3-2 | 1-0 | 1-1 | 3-0 | 2-0 | 2-2 | 2-1 |     | 1-3 |  |     |     | 3-0 |     |     |     | 0-2 | 0-2 |     |     |
| Toronto FC         | 1-0 | 0-0 | 4-1 | 0-1 | 4-1 | 1-1 | 3-3 | 0-0 | 1-1 |     |  | 3-2 | 3-0 | 1-2 |     |     |     |     |     |     |     |

### Western Conference
|                     | COL | DAL | HOU | LAG | POR | RSL | SJE | SEA | SKC | VAN |  | COL | DAL | HOU | LAG | POR | RSL | SJE | SEA | SKC | VAN |
| ------------------- | --- | --- | --- | --- | --- | --- | --- | --- | --- | --- |  | --- | --- | --- | --- | --- | --- | --- | --- | --- | --- |
| Colorado Rapids     |     | 1-1 | 1-1 | 1-0 | 0-0 | 1-0 | 0-0 | 3-1 | 1-0 | 2-0 |  |     |     |     |     | 1-0 |     | 2-1 |     | 1-0 |     |
| FC Dallas           | 0-1 |     | 1-1 | 1-0 | 2-1 | 2-0 | 2-2 | 2-0 | 2-1 | 2-0 |  |     |     |     |     | 3-1 |     |     | 2-1 | 2-2 |     |
| Houston Dynamo      | 2-3 | 5-0 |     | 1-4 | 3-1 | 1-0 | 1-1 | 1-1 | 2-0 | 0-0 |  |     | 1-3 |     | 0-1 |     |     |     | 1-1 |     |     |
| LA Galaxy           | 0-0 | 0-0 | 1-0 |     | 1-1 | 5-2 | 3-1 | 2-4 | 0-0 | 2-0 |  | 1-1 |     |     |     |     |     | 1-1 |     |     | 0-0 |
| Portland Timbers    | 1-0 | 1-3 | 3-2 | 1-3 |     | 2-2 | 3-1 | 3-1 | 3-0 | 4-2 |  |     |     |     |     |     | 1-0 | 1-0 | 4-2 |     |     |
| Real Salt Lake      | 1-0 | 1-0 | 2-1 | 3-3 | 2-2 |     | 1-1 | 2-1 | 0-0 | 1-0 |  | 2-1 | 0-0 | 0-1 |     |     |     |     |     |     |     |
| S.J. Earthquakes    | 1-0 | 0-0 | 3-1 | 1-1 | 2-1 | 2-1 |     | 1-1 | 1-0 | 0-0 |  |     | 0-1 | 1-2 |     |     |     |     |     | 1-2 |     |
| Seattle Sounders    | 0-1 | 5-0 | 0-0 | 0-1 | 3-1 | 2-1 | 2-0 |     | 0-1 | 1-2 |  |     |     |     | 1-1 |     | 2-1 |     |     |     | 1-0 |
| Sporting K.C.       | 1-2 | 2-0 | 3-3 | 1-1 | 1-0 | 1-2 | 2-0 | 3-0 |     | 2-1 |  |     |     |     | 2-2 |     | 1-3 |     |     |     | 2-0 |
| Vancouver Whitecaps | 2-2 | 3-0 | 1-0 | 0-0 | 2-1 | 2-0 | 1-2 | 1-2 | 1-1 |     |  | 3-3 |     | 1-1 |     | 4-1 |     |     |     |     |     |

### Inter-conference
|                     | CHI | COL | CLB | DAL | DCU | HOU | LAG | MTL | NER | NYC | NYR | ORL | PHI | POR | RSL | SJE | SEA | SKC | TOR | VAN |
| ------------------- | --- | --- | --- | --- | --- | --- | --- | --- | --- | --- | --- | --- | --- | --- | --- | --- | --- | --- | --- | --- |
| Chicago Fire        |     |     |     |     |     | 1-0 | 2-2 |     |     |     |     |     |     | 1-1 |     | 1-0 |     | 1-0 |     |     |
| Colorado Rapids     | 2-1 |     |     |     |     |     |     |     |     |     | 2-1 | 0-0 | 1-1 |     |     |     |     |     | 1-0 |     |
| Columbus Crew       |     | 1-1 |     |     |     | 1-0 |     |     |     |     |     |     |     |     | 4-3 | 2-0 |     |     |     | 1-3 |
| FC Dallas           | 3-1 |     | 1-1 |     |     |     |     | 2-0 |     |     |     | 4-0 | 2-0 |     |     |     |     |     |     |     |
| D.C. United         |     | 1-1 |     | 0-3 |     |     |     |     |     |     |     |     |     | 2-0 |     |     | 0-2 |     |     | 4-0 |
| Houston Dynamo      |     |     |     |     | 0-0 |     |     |     | 3-3 | 0-2 |     |     | 1-0 |     |     |     |     |     | 1-1 |     |
| LA Galaxy           |     |     | 2-1 |     | 4-1 |     |     |     | 4-2 |     | 2-2 | 4-2 |     |     |     |     |     |     |     |     |
| Montréal Impact     |     | 2-2 |     |     |     | 1-0 | 3-2 |     |     |     |     |     |     |     |     | 3-1 |     | 2-2 |     |     |
| N.E. Revolution     |     | 2-0 |     | 2-4 |     |     |     |     |     |     |     |     |     | 1-1 |     |     | 2-1 | 3-1 |     |     |
| New York City       |     | 5-1 |     | 2-2 |     |     | 1-0 |     |     |     |     |     |     |     | 2-3 |     |     |     |     | 3-2 |
| N.Y. Red Bulls      |     |     |     | 4-0 |     | 4-3 |     |     |     |     |     |     |     | 0-0 |     |     | 2-0 | 0-2 |     |     |
| Orlando City        |     |     |     |     |     | 0-0 |     |     |     |     |     |     |     | 4-1 | 2-2 | 2-2 | 1-3 |     |     |     |
| Philadelphia Union  |     |     |     |     |     |     | 2-2 |     |     |     |     |     |     |     | 1-2 | 1-1 |     | 2-0 |     | 2-3 |
| Portland Timbers    |     |     | 2-1 |     |     |     |     | 1-1 |     | 1-2 |     |     | 2-1 |     |     |     |     |     | 2-1 |     |
| Real Salt Lake      | 3-1 |     |     |     | 1-1 |     |     | 1-1 | 0-0 |     | 2-1 |     |     |     |     |     |     |     |     |     |
| S.J. Earthquakes    |     |     |     |     | 1-1 |     |     |     | 0-0 | 0-0 | 2-0 |     |     |     |     |     |     |     | 2-1 |     |
| Seattle Sounders    | 1-0 |     | 1-0 |     |     |     |     | 1-0 |     | 0-2 |     |     | 2-1 |     |     |     |     |     |     |     |
| Sporting K.C.       |     |     | 3-2 |     | 0-1 |     |     |     |     | 3-1 |     | 2-1 |     |     |     |     |     |     | 1-0 |     |
| Toronto FC          |     |     |     | 1-0 |     |     | 1-0 |     |     |     |     |     |     |     | 1-0 |     | 1-1 |     |     | 3-4 |
| Vancouver Whitecaps | 2-1 |     |     |     |     |     |     | 2-3 | 1-2 |     | 0-1 | 2-2 |     |     |     |     |     |     |     |     |

Fonte:  MLSsoccer.com (archiviato dall'url originale il 5 dicembre 2016).

## Play-off

### Tabellone
|  | Primo turno | Primo turno        | Primo turno |  |  | Semifinali di Conference | Semifinali di Conference | Semifinali di Conference | Semifinali di Conference |  |    | Finali di Conference | Finali di Conference | Finali di Conference | Finali di Conference |  |    | Finale MLS | Finale MLS             | Finale MLS |
|  |             |                    |             |  |  |                          |                          |                          |                          |  |    |                      |                      |                      |                      |  |    |            |                        |            |
|  |             |                    |             |  |  | E2                       | New York City            | 0                        | 0                        |  |    |                      |                      |                      |                      |  |    |            |                        |            |
|  |             |                    |             |  |  | E2                       | New York City            | 0                        | 0                        |  |    |                      |                      |                      |                      |  |    |            |                        |            |
|  |             |                    |             |  |  | E3                       | Toronto FC               | 2                        | 5                        |  |    |                      |                      |                      |                      |  |    |            |                        |            |
|  | E3          | Toronto FC         | 3           |  |  | E3                       | Toronto FC               | 2                        | 5                        |  |    |                      |                      |                      |                      |  |    |            |                        |            |
|  | E3          | Toronto FC         | 3           |  |  |                          |                          |                          |                          |  |    |                      |                      |                      |                      |  |    |            |                        |            |
|  | E6          | Philadelphia Union | 1           |  |  |                          |                          |                          |                          |  |    |                      |                      |                      |                      |  |    |            |                        |            |
|  | E6          | Philadelphia Union | 1           |  |  |                          |                          |                          |                          |  | E3 | Toronto FC (dts)     | 2                    | 5                    |                      |  |    |            |                        |            |
|  |             |                    |             |  |  |                          |                          |                          |                          |  | E3 | Toronto FC (dts)     | 2                    | 5                    |                      |  |    |            |                        |            |
|  |             |                    |             |  |  |                          |                          |                          |                          |  |    | E5                   | Montréal Impact      | 3                    | 2                    |  |    |            |                        |            |
|  |             |                    |             |  |  |                          |                          |                          |                          |  |    | E5                   | Montréal Impact      | 3                    | 2                    |  |    |            |                        |            |
|  |             |                    |             |  |  |                          |                          |                          |                          |  |    |                      |                      |                      |                      |  |    |            |                        |            |
|  |             |                    |             |  |  |                          |                          |                          |                          |  |    |                      |                      |                      |                      |  |    |            |                        |            |
|  |             |                    |             |  |  | E1                       | N.Y. Red Bulls           | 0                        | 1                        |  |    |                      |                      |                      |                      |  |    |            |                        |            |
|  |             |                    |             |  |  |                          |                          |                          |                          |  |    |                      |                      |                      |                      |  |    |            |                        |            |
|  |             |                    |             |  |  | E5                       | Montréal Impact          | 1                        | 2                        |  |    |                      |                      |                      |                      |  |    |            |                        |            |
|  | E4          | D.C. United        | 2           |  |  |                          |                          |                          |                          |  |    |                      |                      |                      |                      |  |    |            |                        |            |
|  | E4          | D.C. United        | 2           |  |  |                          |                          |                          |                          |  |    |                      |                      |                      |                      |  |    |            |                        |            |
|  | E5          | Montréal Impact    | 4           |  |  |                          |                          |                          |                          |  |    |                      |                      |                      |                      |  |    |            |                        |            |
|  | E5          | Montréal Impact    | 4           |  |  |                          |                          |                          |                          |  |    |                      |                      |                      |                      |  | E3 | Toronto FC | 0 (4)                  |            |
|  |             |                    |             |  |  |                          |                          |                          |                          |  |    |                      |                      |                      |                      |  | E3 | Toronto FC | 0 (4)                  |            |
|  |             |                    |             |  |  |                          |                          |                          |                          |  |    |                      |                      |                      |                      |  |    | W4         | Seattle Sounders (dtr) | 0 (5)      |
|  |             |                    |             |  |  |                          |                          |                          |                          |  |    |                      |                      |                      |                      |  |    | W4         | Seattle Sounders (dtr) | 0 (5)      |
|  |             |                    |             |  |  |                          |                          |                          |                          |  |    |                      |                      |                      |                      |  |    |            |                        |            |
|  |             |                    |             |  |  |                          |                          |                          |                          |  |    |                      |                      |                      |                      |  |    |            |                        |            |
|  |             |                    |             |  |  | W2                       | Colorado Rapids (dtr)    | 0                        | 1 (3)                    |  |    |                      |                      |                      |                      |  |    |            |                        |            |
|  |             |                    |             |  |  | W2                       | Colorado Rapids (dtr)    | 0                        | 1 (3)                    |  |    |                      |                      |                      |                      |  |    |            |                        |            |
|  |             |                    |             |  |  | W3                       | LA Galaxy                | 1                        | 0 (1)                    |  |    |                      |                      |                      |                      |  |    |            |                        |            |
|  | W3          | LA Galaxy          | 3           |  |  |                          |                          |                          |                          |  |    |                      |                      |                      |                      |  |    |            |                        |            |
|  | W3          | LA Galaxy          | 3           |  |  |                          |                          |                          |                          |  |    |                      |                      |                      |                      |  |    |            |                        |            |
|  | W6          | Real Salt Lake     | 1           |  |  |                          |                          |                          |                          |  |    |                      |                      |                      |                      |  |    |            |                        |            |
|  | W6          | Real Salt Lake     | 1           |  |  |                          |                          |                          |                          |  | W2 | Colorado Rapids      | 1                    | 0                    |                      |  |    |            |                        |            |
|  |             |                    |             |  |  |                          |                          |                          |                          |  | W2 | Colorado Rapids      | 1                    | 0                    |                      |  |    |            |                        |            |
|  |             |                    |             |  |  |                          |                          |                          |                          |  |    | W4                   | Seattle Sounders     | 2                    | 1                    |  |    |            |                        |            |
|  |             |                    |             |  |  |                          |                          |                          |                          |  |    | W4                   | Seattle Sounders     | 2                    | 1                    |  |    |            |                        |            |
|  |             |                    |             |  |  |                          |                          |                          |                          |  |    |                      |                      |                      |                      |  |    |            |                        |            |
|  |             |                    |             |  |  |                          |                          |                          |                          |  |    |                      |                      |                      |                      |  |    |            |                        |            |
|  |             |                    |             |  |  | W1                       | FC Dallas                | 0                        | 2                        |  |    |                      |                      |                      |                      |  |    |            |                        |            |
|  |             |                    |             |  |  | W1                       | FC Dallas                | 0                        | 2                        |  |    |                      |                      |                      |                      |  |    |            |                        |            |
|  |             |                    |             |  |  | W4                       | Seattle Sounders         | 3                        | 1                        |  |    |                      |                      |                      |                      |  |    |            |                        |            |
|  | W4          | Seattle Sounders   | 1           |  |  | W4                       | Seattle Sounders         | 3                        | 1                        |  |    |                      |                      |                      |                      |  |    |            |                        |            |
|  | W4          | Seattle Sounders   | 1           |  |  |                          |                          |                          |                          |  |    |                      |                      |                      |                      |  |    |            |                        |            |
|  | W5          | Sporting K.C.      | 0           |  |  |                          |                          |                          |                          |  |    |                      |                      |                      |                      |  |    |            |                        |            |
|  | W5          | Sporting K.C.      | 0           |  |  |                          |                          |                          |                          |  |    |                      |                      |                      |                      |  |    |            |                        |            |

### Primo turno
| Arbitro: | Baldomero Toledo |

|                                      |           |            |
| Giovinco 15’ Osorio 48’ Altidore 85’ | Marcatori | 73’ Bedoya |

| Arbitro: | Alan Kelly |

|                             |           |                       |
| Gordon 14’ Boateng 26’, 34’ | Marcatori | 21’ (rig.) Joao Plata |

| Arbitro: | Jair Marrufo |

|                       |           |                                      |
| Neagle 90’ Kemp 90+4’ | Marcatori | 4’ Ciman 43’, 58’ Mancosu 83’ Piatti |

| Arbitro: | Ismail Elfath |

|                   |           |  |
| Nelson Valdez 88’ | Marcatori |  |

### Semifinali di Conference
Andata
| Arbitro: | Robert Sibiga |

|             |           |  |
| Mancosu 61’ | Marcatori |  |

| Arbitro: | Drew Fischer |

|                |           |  |
| dos Santos 55’ | Marcatori |  |

| Arbitro: | Silviu Petrescu |

|                             |           |  |
| Altidore 84’ Ricketts 90+2’ | Marcatori |  |

| Arbitro: | Ricardo Salazar |

|                                    |           |  |
| Nelson Valdez 50’ Lodeiro 55’, 58’ | Marcatori |  |

Ritorno
| Arbitro: | Mark Geiger |

|                     |                      |                                     |
| Gashi 36’           | Marcatori            |                                     |
| Doyle Le Toux Pappa | Tiri di rigore 3 – 1 | Gerrard dos Santos Cole Larentowicz |

| Arbitro: | Baldomero Toledo |

|                     |           |                 |
| Wright-Phillips 77’ | Marcatori | 51’, 85’ Piatti |

| Arbitro: | Kevin Stott |

|  |           |                                                      |
|  | Marcatori | 6’ 20’ (rig.) 90+1’ Giovinco 30’ Altidore 50’ Osorio |

| Arbitro: | Hilario Grajeda |

|                         |           |             |
| Akindele 25’ Urruti 56’ | Marcatori | 54’ Lodeiro |

### Finali di Conference
Andata
| Arbitro: | Juan Guzman |

|                                  |           |                          |
| Oduro 10’ Mancosu 12’ Oyongo 53’ | Marcatori | 68’ Altidore 73’ Bradley |

| Arbitro: | Chris Penso |

|                               |           |           |
| Morris 19’ Lodeiro 61’ (rig.) | Marcatori | 13’ Doyle |

Ritorno
| Arbitro: | Ricardo Salazar |

|  |           |            |
|  | Marcatori | 56’ Morris |

| Arbitro: | Jair Marrufo |

|                                                                |           |                      |
| Cooper 37’ Altidore 45’ Hagglund 68’ Cheyrou 98’ Ricketts 100’ | Marcatori | 24’ Oduro 53’ Piatti |

### Finale MLS
| Arbitro: | Alan Kelly |

|                                              |                      |                                                 |
| Altidore Bradley Cheyrou Johnson Moor Morrow | Tiri di rigore 4 – 5 | Evans Ivanschitz Fernández Jones Lodeiro Torres |

## Statistiche

### Classifica marcatori regular season
| Gol | Rigori |  | Giocatore               | Squadra          |
| --- | ------ |  | ----------------------- | ---------------- |
| 24  |        |  | Bradley Wright-Phillips | N.Y. Red Bulls   |
| 23  | 5      |  | David Villa             | New York City    |
| 17  | 3      |  | Ignacio Piatti          | Montréal Impact  |
| 17  | 4      |  | Sebastian Giovinco      | Toronto FC       |
| 16  |        |  | Dominic Dwyer           | Sporting K.C.    |
| 16  | 2      |  | Ola Kamara              | Columbus Crew    |
| 16  | 2      |  | Fanendo Adi             | Portland Timbers |
| 14  |        |  | Cyle Larin              | Orlando City     |
| 14  | 1      |  | Giovani dos Santos      | LA Galaxy        |
| 14  | 4      |  | Diego Valeri            | Portland Timbers |

Fonte: MLSsoccer.com.